# Antoine Duhamel
Antoine Duhamel (Valmondois, 30 de julio de 1925-París, 11 de septiembre de 2014) fue un compositor, director de orquesta y profesor de música francés.

## Biografía
Nacido en Valmondois, en el Valle del Oise, Antoine Duhamel era hijo del escritor Georges Duhamel y de la actriz Blanche Albane. Entre 1944 y 1945 estudió música con Olivier Messiaen en el Conservatorio Nacional de Música de París y especialmente con René Leibowitz. Al mismo tiempo, estudió en la Sorbona Psicología, Musicología y otras disciplinas.
Con más de sesenta partituras escritas para el cine, Antoine Duhamel se convirtió en un importante compositor de música de cine; trabajó con, entre otros, Jean-Luc Godard, François Truffaut y Bertrand Tavernier. Pero su éxito en este género artístico popular ha tendido a enmascarar al músico "serio" que afirmaba ser, porque según él "un compositor para el cine debe ante todo ser un compositor muy breve". Lo demostró componiendo en varios estilos y también para Frida Boccara, que ganó el Festival de Eurovisión en 1969 representando a Francia.
En 1980, fundó la Escuela nacional de Música de Villeurbanne, considerada una alternativa al Conservatorio de Lyon.
Con motivo del homenaje que se le rindió el 14 de febrero de 2008, Antoine Duhamel donó a la Cinémathèque française una colección de cuatro partituras: Pierrot el loco y Weekend, de Jean-Luc Godard; Ridicule, de Patrice Leconte y L'Homme du broad, de Marcel L'Herbier, para quien compuso un ensayo sinfónico en 1983. Fruto de ese homenaje fue el libro, publicado por Ediciones Textuel, titulado Conversaciones con Antoine Duhamel, un libro de entrevistas con Stéphane Lerouge, especialista en música de cine. El libro incluye un apéndice con los testimonios de tres cineastas: Bertrand Tavernier, Patrice Leconte y Olivier Assayas.
Jóvenes cineastas, especialmente estadounidenses, ahora le dedican atención. Noah Baumbach (en Frances Ha) o Wes Anderson han usado en sus películas extractos de sus composiciones para el cine. En la última película de Noah Baumbach, While We're Young, escuchamos el famoso concierto de mandolina de Vivaldi, pero en la versión que Duhamel dirigió para La novia de negro, de Truffaut.
Murió a los 89 años en septiembre de 2014. Su funeral se celebró el 16 de septiembre y está enterrado en el panteón familiar del cementerio de Valmondois.

## Filmografía parcial

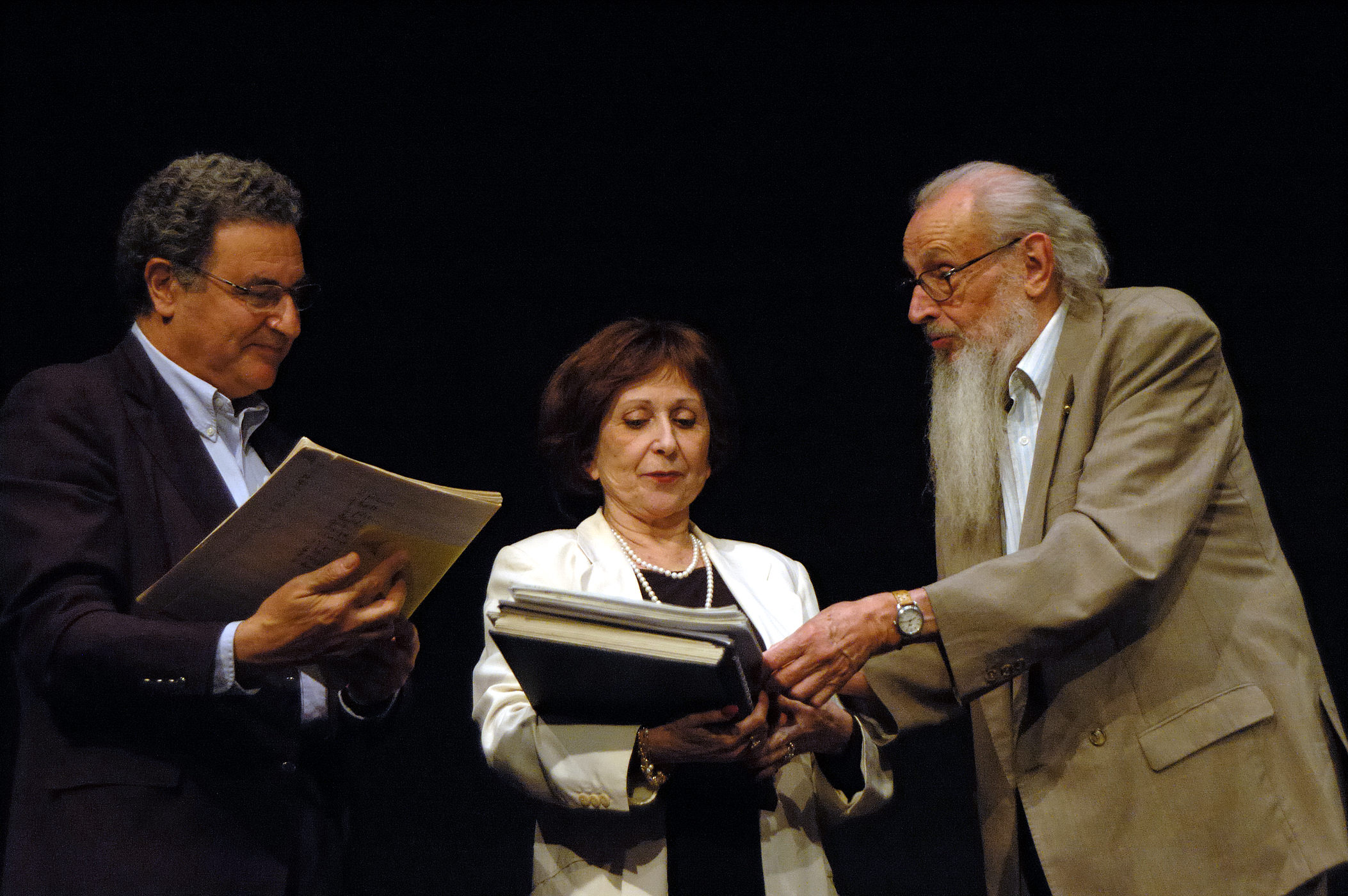
La Cinémathèque française recibe las partituras de manos de Antoine Duhamel el

| - 1962 : Ballade en Camargue, de Philippe Condroyer (cortometraje) - 1963 : Méditerranée, de Jean-Daniel Pollet - 1963 : Le Chevalier de la Maison-rouge, de Claude Barma (serie TV) - 1964 : El ladrón del Tibidabo, de Maurice Ronet - 1964 : Tintin et les oranges bleues, de Philippe Condroyer - 1964 : Évariste Galois, de Alexandre Astruc (cortometraje) - 1964 : Le Grain de sable, de Pierre Kast - 1965 : Belphégor ou le Fantôme du Louvre, de Claude Barma (serie TV) - 1965 : Pierrot el loco, de Jean-Luc Godard - 1966 : La Longue Marche, de Alexandre Astruc - 1966 : Cinq gars pour Singapour, de Bernard Toublanc-Michel - 1966 : Roger La Honte (Trappola per l'assassino), de Riccardo Freda - 1966 : Made in USA, de Jean-Luc Godard - 1967 : Le Marin de Gibraltar, de Tony Richardson - 1967 : Red and Blue, de Tony Richardson - 1967 : Casse-tête chinois pour le judoka, de Maurice Labro - 1968 : Week-end, de Jean-Luc Godard - 1968 : Baisers volés, de François Truffaut - 1969 : Le Corps de Diane, de Jean-Louis Richard - 1969 : La sirena del Mississippi, de François Truffaut - 1970 : Les Derniers Hivers, cortometraje de Jean-Charles Tacchella - 1970 : M comme Mathieu, de Jean-François Adam - 1970 : Domicilio conyugal, de François Truffaut - 1970 : L'Enfant sauvage, de François Truffaut - 1972 : Le Fusil à lunette, de Jean Chapot (cortometraje) - 1974 : Un condé, d'Yves Boisset - 1974 : Si j'te cherche... j'me trouve, de Roger Diamantis - 1974 : Que empiece la fiesta, de Bertrand Tavernier | - 1976 : L'acrobate, de Jean-Daniel Pollet - 1976 : La Question, de Laurent Heynemann - 1978 : La Tortue sur le dos, de Luc Béraud - 1979 : Mais ou et donc Ornicar, de Bertrand van Effenterre - 1979 : Le Mors aux dents, de Laurent Heynemann - 1979 : Retour à la bien-aimée, de Jean-François Adam - 1979 : La Mort en direct, de Bertrand Tavernier - 1986 : Au Père Lachaise, cortometraje de Jean-Daniel Pollet et Pierre-Marie Goulet - 1990 : El sueño del mono loco, de Fernando Trueba - 1990 : Daddy nostalgie, de Bertrand Tavernier - 1991 : L'Affût, de Yannick Bellon - 1993 : Belle Époque, de Fernando Trueba - 1993 : La Piste du télégraphe, de Liliane de Kermadec - 1995 : Dieu sait quoi, de Jean-Daniel Pollet - 1995 : Ridicule, de Patrice Leconte - 1997 : La buena vida, de David Trueba - 1998 : La niña de tus ojos, de Fernando Trueba - 1998 : Le Plus Beau Pays du monde, de Marcel Bluwal - 2000 : L'Affaire Marcorelle, de Serge Le Péron - 2000 : Ceux d'en face, de Jean-Daniel Pollet - 2000 : Les Destinées sentimentales, d'Olivier Assayas (partitura no utilizada) - 2002 : Laissez-passer, de Bertrand Tavernier - 2003 : Depuis qu'Otar est parti, de Julie Bertuccelli - 2004 : El embrujo de Shanghai, de Fernando Trueba - 2006 : Jour après jour - 2006 : Monsieur Max, de Gabriel Aghion (TV) - 2007 : L'Affaire Ben Barka, de Jean-Pierre Sinapi (TV) |